# Pauvres mais gais
Pour plus de détails, voir Fiche technique et Distribution.
Pauvres mais gais (Εξω φτώχεια, Exo Ftochia) est un film grec réalisé par Dimítrios Gaziádis et sorti en 1932.

## Synopsis
Satire des mœurs des nouveaux riches athéniens après la première guerre mondiale.

## Fiche technique
- Titre : Pauvres mais gais
- Titre original : Εξω φτώχεια (Exo Ftochia)
- Réalisation : Dimítrios Gaziádis
- Scénario :
- Direction artistique :
- Décors :
- Costumes :
- Photographie : Dimítrios Gaziádis
- Son :
- Montage :
- Musique :
- Société(s) de production : Dag-Film
- Pays d'origine :  Grèce
- Langue : grec
- Format :  Noir et blanc muet
- Genre : Comédie dramatique
- Durée : 96 minutes
- Dates de sortie : 1932

## Distribution
- Vaso Manolidou
- Manos Argyris
- Giannis Iatrou
- Petros Fanis